# LMFAO
LMFAO – amerykański duet electro hopowy, złożony z producentów i tancerzy: Redfoo (Stefana Kendala Gordy’ego, ur. 3 września 1975) oraz jego bratanka SkyBlu (Skylera Hustena Gordy’ego, ur. 23 sierpnia 1986). Grupa powstała w 2006 roku w Los Angeles. Muzyka LMFAO porusza tematy dobrej zabawy oraz alkoholu, a sama grupa określa swój styl mianem „imprezowego rocka”.
We wrześniu 2012 roku SkyBlu oraz Redfoo ogłosili, że robią przerwę w działalności zespołu, chcąc skupić się na karierze solowej. Zaprzeczyli jednocześnie doniesieniom, jakoby grupa została rozwiązana.

## Kariera

### 2006–07: formacja i początki
Redfoo (Stefan Kendal Gordy) i SkyBlu (Skyler Husten Gordy) dorastali w prestiżowej dzielnicy Los Angeles, Pacific Palisades, gdzie w 2006 roku powołali do życia LMFAO. Duet przyznał, że ich oryginalna nazwa brzmiała początkowo Sexe Dudez (czytane jako Sexy Dudes), jednak ostatecznie została zmieniona za radą ich babci. W listopadzie 2008 roku zespół podpisał kontrakt z wytwórnią płytową Interscope.

### 2008–09:Party Rocki lokalna sława
1 lipca 2008 roku w iTunes premierę miał debiutancki minialbum LMFAO, Party Rock EP. Rok później, 7 lipca 2009 roku, ukazał się pierwszy album studyjny formacji, noszący ten sam tytuł – Party Rock. Płyta uplasowała się na 33. miejscu listy Billboard 200, uzyskując ponadto złoty status w Kanadzie, za sprzedaż powyżej 40 tysięcy egzemplarzy. Los Angeles Times opisał Party Rock jako „14 od poświęconych nocnemu życiu”.
Pierwszy singel LMFAO, „I’m in Miami Bitch”, znany także w wersji ocenzurowanej jako „I’m In Miami Trick”, został wydany w grudniu 2008 roku i dotarł do 51. pozycji notowania Billboard Hot 100 oraz do 37. miejsca Canadian Hot 100.
Na początku 2009 roku mało znany wówczas producent, DJ Inphinity, stworzył bootleg, wykorzystując remiks utworu „Let the Bass Kick” DJ-a Chuckie, a także wokal a cappella LMFAO. Wynikiem jego prac był utwór „Bass Kick in Miami”, który zyskał dużą popularność w Internecie. Kilka tygodni później piosenka stała się muzycznym motywem przewodnim programu reality show Kourtney i Khloé jadą do Miami.
W sierpniu 2009 roku koncert LMFAO w Cancún został przedstawiony w programie MTV The Real World: Cancun. W tym samym roku duet pojawił się gościnnie w piosence „Sine Language” The Crystal Method.

### 2010–11:Sorry for Party Rockingi sukces międzynarodowy
W połowie 2010 roku David Guetta zaprosił Chrisa Willisa, LMFAO i Fergie nagrania wspólnego utworu „Gettin’ Over You”, który okazał się międzynarodowym hitem, zajmując miejsca w czołowych dziesiątkach list przebojów w jedenastu państwach. Piosenka przyniosła LMFAO umiarkowaną rozpoznawalność na światowej scenie muzycznej.

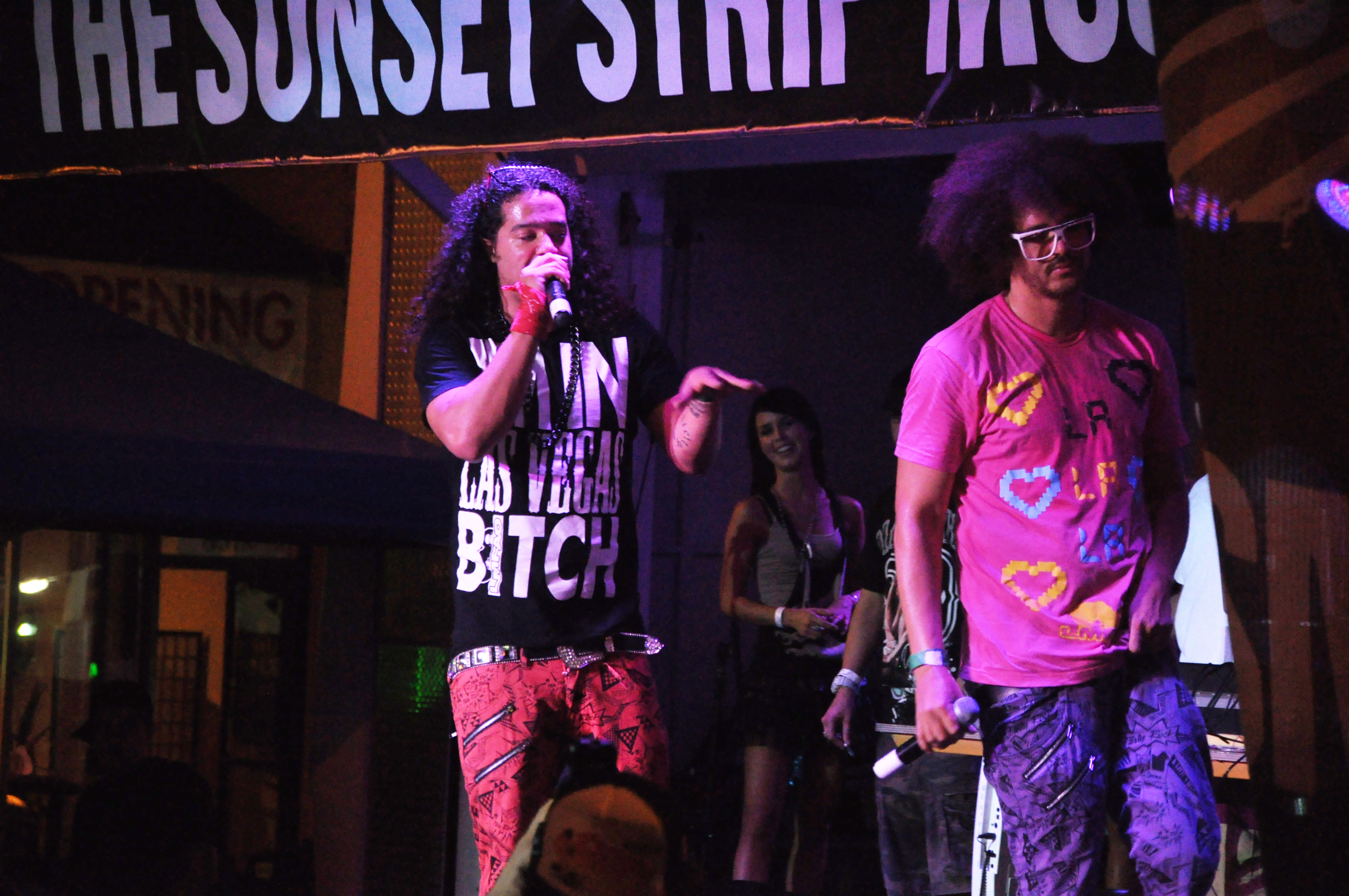
LMFAO podczas koncertu w ramach Sunset Strip Music Festival, w 2009 roku

Następnie miesiące duet spędził w studio nagraniowym, gdzie kompletował materiał na swoją drugą płytą studyjną. Efektem ich prac był album Sorry for Party Rocking, wydany 17 czerwca 2011 roku. Pierwszy singel z płyty, „Party Rock Anthem”, nagrany z udziałem Lauren Bennett i producenta GoonRock, osiągnął największy sukces w dotychczasowej karierze LMFAO, przynosząc duetowi międzynarodową rozpoznawalność. Utwór uplasował się na 1. miejscach notowań w Stanach Zjednoczonych, Kanadzie, Wielkiej Brytanii i kilkunastu innych krajach. „Party Rock Anthem” uzyskał status między innymi pięciokrotnej platyny w Stanach Zjednoczonych i dziesięciokrotnej platyny w Australii. Z kolei nakręcony do niego wideoklip wprowadził do współczesnego mainstreamu ikoniczny styl tańca Melbourne Shuffle.

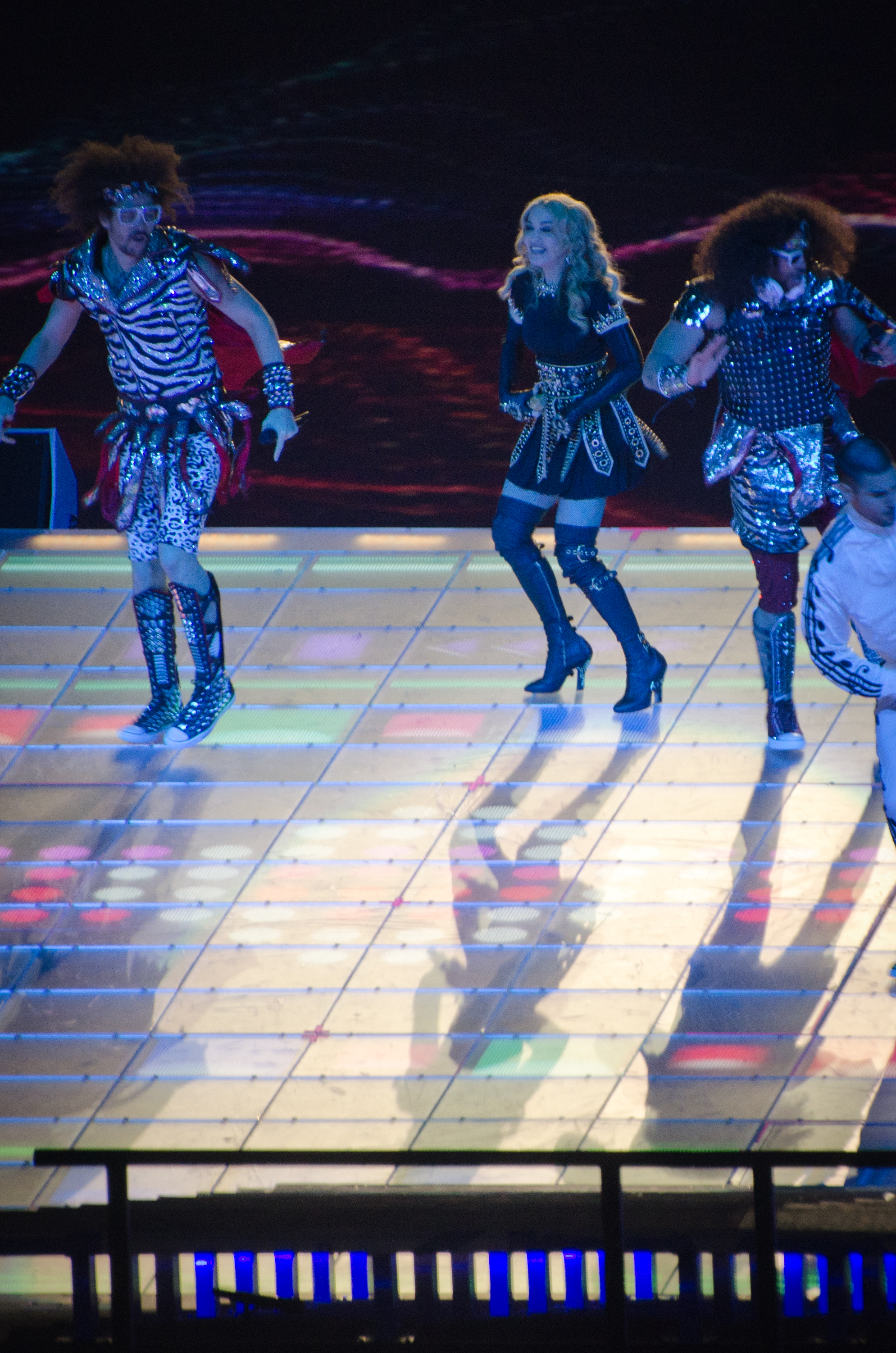
LMFAO i Madonna podczas Super Bowl XLVI w 2012 roku

Drugi singel z Sorry for Party Rocking, „Champagne Showers” z udziałem Natalii Kills, miał premierę 27 maja 2011 roku. Natomiast 3 października tego samego roku ukazał się trzeci singel z albumu, „Sexy and I Know It”, który, jako drugi utwór w dorobku LMFAO, dotarł na szczyt Billboard Hot 100. W teledysku do piosenki, nakręconym w kalifornijskiej Venice Beach, pojawił się między innymi aktor pornograficzny Ron Jeremy, aktorzy Simon Rex i Wilmer Valderrama, a także kick-boxer i zawodnik MMA Alistair Overeem.
W 2011 roku odbyła się pierwsza azjatycka seria koncertów LMFAO; duet wystąpił między innymi w Singapurze, Tajpej i Kuala Lumpur. 30 czerwca 2011 roku grupa zagrała przed 50-tysięczną publicznością podczas Isle of MTV 2011 na Malcie.

### Od 2012: Super Bowl i przerwa w działalności
W roku 2012 premierę miała kolekcja odzieży zaprojektowana przez SkyBlu i Redfoo.
5 lutego 2012 roku LMFAO pojawił się gościnnie na scenie podczas występu Madonny w ramach halftime show Super Bowl XLVI, wykonując wraz z nią miks piosenek „Music”, „Party Rock Anthem” i „Sexy and I Know It”.
We wrześniu 2012 roku zespół wydał specjalne oświadczenie, zapowiadając przerwę w działalności, jako że jego członkowie planują skupić się na rozwoju karier solowych. W odpowiedzi na medialne reakcje po tej wiadomości, SkyBlu i Redfoo sprostowali, że grupa się nie rozpadła i wznowi działalność w nieokreślonej przyszłości.

## Muzyczne wpływy i inspiracje
LMFAO wymienia szereg różnorodnych artystów, którzy mają wpływ na twórczość duetu. Do grona ich inspiracji należą na przykład raper Tupac Shakur, grupa Black Eyed Peas, wokaliści James Brown i Michael Jackson, a także grupy rockowe pokroju The Beatles oraz Led Zeppelin. Duet wielokrotnie przyznawał również, że czerpie w swojej twórczości z dokonań Adama Goldsteina, znanego lepiej jako DJ AM. To właśnie on wprowadził LMFAO w świat muzyki elektronicznej. Redfoo i SkyBlu są ponadto, jak przyznali, wielkimi fanami Jacksona, dlatego w swoich choreografiach często wykorzystują jego charakterystyczne kroki taneczne.
W 2007 roku LMFAO uczestniczył w Winter Music Conference w Miami, która – wedle słów członków duetu – była doświadczeniem, które zainspirowało zarówno muzyczny, jak i kreatywny styl nowo powstałej formacji.

## Życie prywatne
Redfoo, czyli Stefan Kendal Gordy, jest synem Berry’ego Gordy’ego – producenta muzycznego i założyciela słynnej wytwórni Motown. Redfoo jest również byłym szwagrem Jermaine’a Jacksona, starszego brata Michaela Jacksona, a zarazem wujkiem Jermaine’a Jacksona Jr.
Redfoo był w przeszłości day traderem, występując między innymi w programie Mad Money, emitowanym na antenie telewizji CNBC. Był w związku z tenisistką Wiktoryją Azaranką. Natomiast SkyBlu od 2007 roku jest związany z piosenkarka Chelse Korka z zespołu Paradiso Girls.

## Dyskografia
- Party Rock (2009)
- Sorry for Party Rocking (2011)

## Nagrody i nominacje
| Rok  | Nagroda                      | Kategoria                                  | Przedmiot nominacji                                   | Rezultat  |
| ---- | ---------------------------- | ------------------------------------------ | ----------------------------------------------------- | --------- |
| 2009 | Grammy Awards                | Najlepszy album dance’owy                  | Party Rock                                            | Nominacja |
| 2010 | Hip-Hop Nation Awards        | Najlepsza piosenka rapowa                  | „Shots” (feat. Lil Jon)                               | Nominacja |
| 2010 | Hip-Hop Nation Awards        | Najlepsza grupa rapowa                     | LMFAO                                                 | Nominacja |
| 2010 | Hip-Hop Nation Awards        | Najlepszy debiut                           | LMFAO                                                 | Nominacja |
| 2011 | Hip-Hop Nation Awards        | Najlepsze nagranie rapowe                  | „Party Rock Anthem” (feat. Lauren Bennett & GoonRock) | Wygrana   |
| 2011 | Hip-Hop Nation Awards        | Najlepsza piosenka rapowa                  | „Party Rock Anthem” (feat. Lauren Bennett & GoonRock) | Nominacja |
| 2011 | Hip-Hop Nation Awards        | Najlepsza grupa rapowa                     | LMFAO                                                 | Wygrana   |
| 2011 | Teen Choice Awards           | Ulubiona piosenka                          | „Party Rock Anthem” (feat. Lauren Bennett & GoonRock) | Nominacja |
| 2011 | MTV Video Music Awards       | Najlepsza choreografia                     | „Party Rock Anthem” (feat. Lauren Bennett & GoonRock) | Nominacja |
| 2011 | American Music Awards        | Ulubiony duet/grupa popowy/rockowy         | LMFAO                                                 | Nominacja |
| 2011 | MTV Europe Music Awards      | Najlepszy debiut                           | LMFAO                                                 | Nominacja |
| 2011 | MTV Europe Music Awards      | Najlepszy artysta MTV Push                 | LMFAO                                                 | Nominacja |
| 2012 | People’s Choice Awards       | Ulubiona piosenka roku                     | „Party Rock Anthem” (feat. Lauren Bennett & GoonRock) | Nominacja |
| 2012 | People’s Choice Awards       | Ulubiony wideoklip roku                    | „Party Rock Anthem” (feat. Lauren Bennett & GoonRock) | Nominacja |
| 2012 | NRJ Music Awards             | Międzynarodowa grupa roku                  | LMFAO                                                 | Wygrana   |
| 2012 | NRJ Music Awards             | Wideoklip roku                             | „Party Rock Anthem” (feat. Lauren Bennett & GoonRock) | Wygrana   |
| 2012 | Kids’ Choice Awards          | Najlepszy zespół muzyczny                  | LMFAO                                                 | Nominacja |
| 2012 | Kids’ Choice Awards          | Piosenka roku                              | „Party Rock Anthem” (feat. Lauren Bennett & GoonRock) | Wygrana   |
| 2012 | Juno Awards                  | Międzynarodowy album roku                  | Sorry for Party Rocking                               | Nominacja |
| 2012 | Billboard Music Awards       | Najlepiej sprzedający się utwór na Hot 100 | „Party Rock Anthem” (feat. Lauren Bennett & GoonRock) | Wygrana   |
| 2012 | Billboard Music Awards       | Najczęściej emitowany radiowo utwór        | „Party Rock Anthem” (feat. Lauren Bennett & GoonRock) | Nominacja |
| 2012 | Billboard Music Awards       | Najczęściej odtwarzany utwór               | „Party Rock Anthem” (feat. Lauren Bennett & GoonRock) | Nominacja |
| 2012 | Billboard Music Awards       | Najlepiej sprzedający się cyfrowo utwór    | „Party Rock Anthem” (feat. Lauren Bennett & GoonRock) | Wygrana   |
| 2012 | Billboard Music Awards       | Najlepiej sprzedający się utwór popowy     | „Party Rock Anthem” (feat. Lauren Bennett & GoonRock) | Wygrana   |
| 2012 | Billboard Music Awards       | Najlepiej sprzedający się utwór rapowy     | „Party Rock Anthem” (feat. Lauren Bennett & GoonRock) | Wygrana   |
| 2012 | Billboard Music Awards       | Najlepiej sprzedający się utwór dance’owy  | „Party Rock Anthem” (feat. Lauren Bennett & GoonRock) | Wygrana   |
| 2012 | Billboard Music Awards       | Najlepiej sprzedający się cyfrowo utwór    | „Sexy and I Know It”                                  | Nominacja |
| 2012 | Billboard Music Awards       | Najlepiej sprzedający się utwór popowy     | „Sexy and I Know It”                                  | Nominacja |
| 2012 | Billboard Music Awards       | Najlepiej sprzedający się utwór rapowy     | „Sexy and I Know It”                                  | Nominacja |
| 2012 | Billboard Music Awards       | Najlepiej sprzedający się utwór dance’owy  | „Sexy and I Know It”                                  | Nominacja |
| 2012 | Billboard Music Awards       | Najlepiej sprzedająca się grupa/duet       | LMFAO                                                 | Wygrana   |
| 2012 | MTV Movie Awards             | Najlepsza piosenka                         | „Party Rock Anthem” (feat. Lauren Bennett & GoonRock) | Wygrana   |
| 2012 | MuchMusic Video Awards       | International Video of the Year            | „Sexy and I Know It”                                  | Wygrana   |
| 2012 | MuchMusic Video Awards       | Najczęściej emitowany wideoklip roku       | „Sexy and I Know It”                                  | Nominacja |
| 2012 | MuchMusic Video Awards       | Najlepszy międzynarodowy artysta           | LMFAO                                                 | Nominacja |
| 2012 | MTV Video Music Awards Japan | Najlepszy debiut                           | LMFAO                                                 | Nominacja |
| 2012 | MTV Video Music Awards Japan | Najlepsza choreografia                     | „Party Rock Anthem” (feat. Lauren Bennett & GoonRock) | Nominacja |